# Скакало
Скака́ло — водоспад в Українських Карпатах, у межах Вигорлат-Гутинського вулканічного масиву. Гідрологічна пам'ятка природи місцевого значення. Розташований в урочищі Нижнє Грабовище, за 3,5 км від смт Чинадієво, Мукачівського району Закарпатської області. 
Загальна висота водоспаду — понад 4 м. Утворився на місці виходу на поверхню вулканічних порід, про що свідчать скельні стрімчаки в глибині лісу з боків водоспаду. Кам'яна гряда, що перетинає лісистий схил гори, перепиняє шлях потічка, який впадає до річки Матекова (права притока Латориці, басейн Тиси). Струмок трьома ступенями зривається з уступів, утворюючи каскад струмків, що немов скачуть з каменя на камінь. Це і дало підставу назвати водоспад такою «несерйозною» назвою. 
Скакало є туристичним об'єктом. Підйом до водоспаду починається на території санаторію «Водограй», що за бл. 500 метрів від нього. Від санаторію до водоспаду веде маркована стежка. 

## Світлини та відео

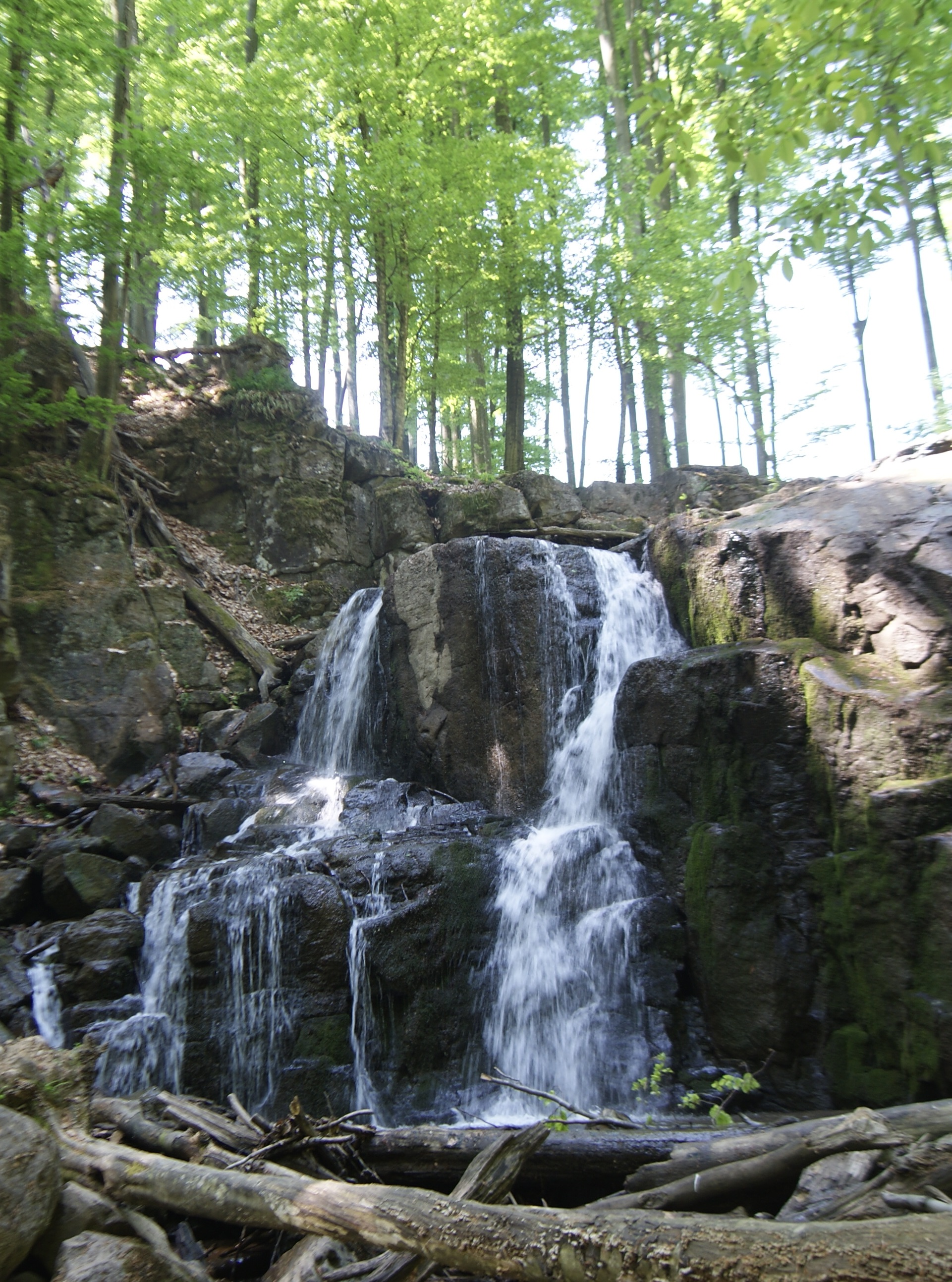
Водоспад зблизька
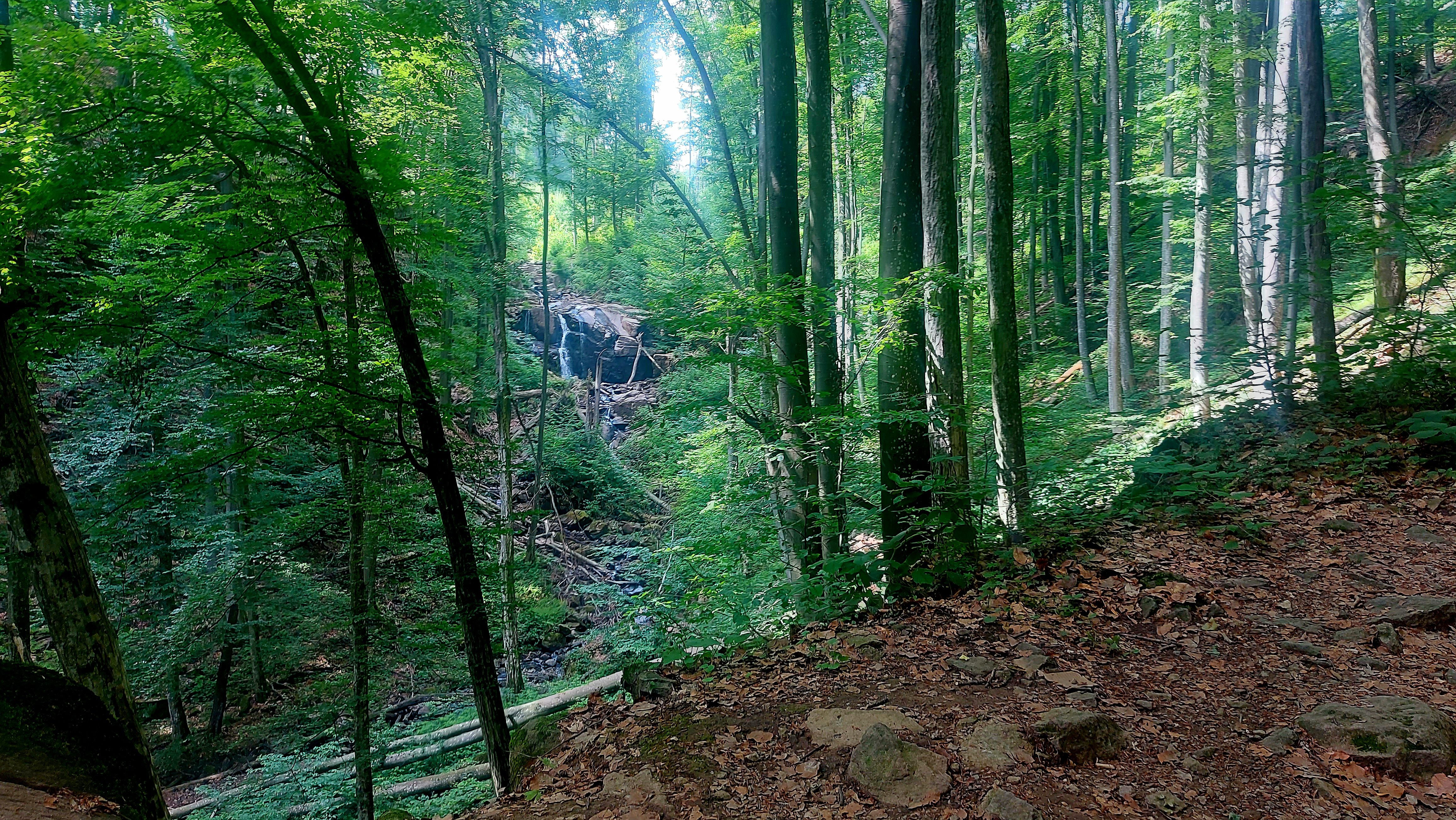
Водоспад здалеку
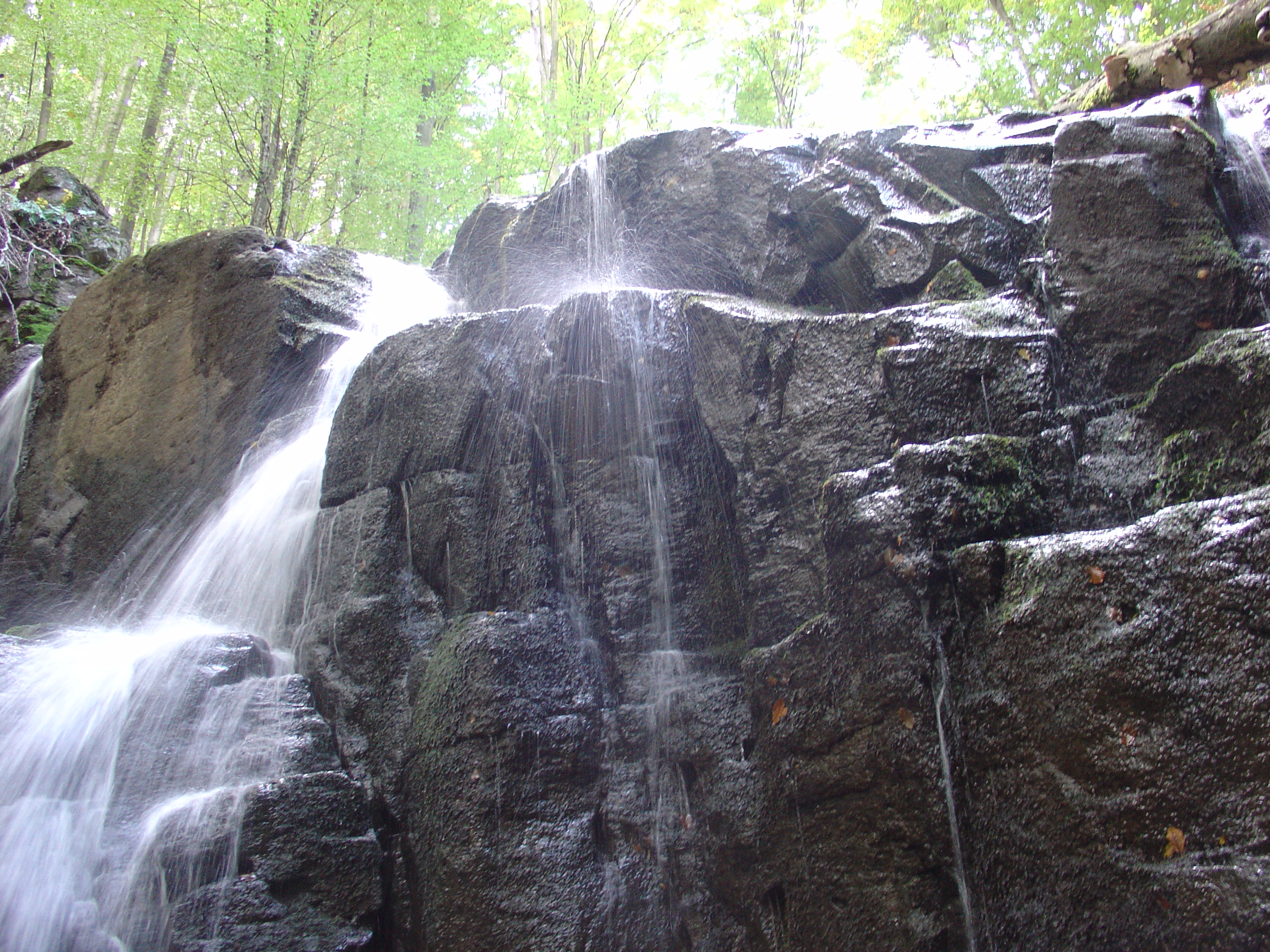
Водоспад влітку
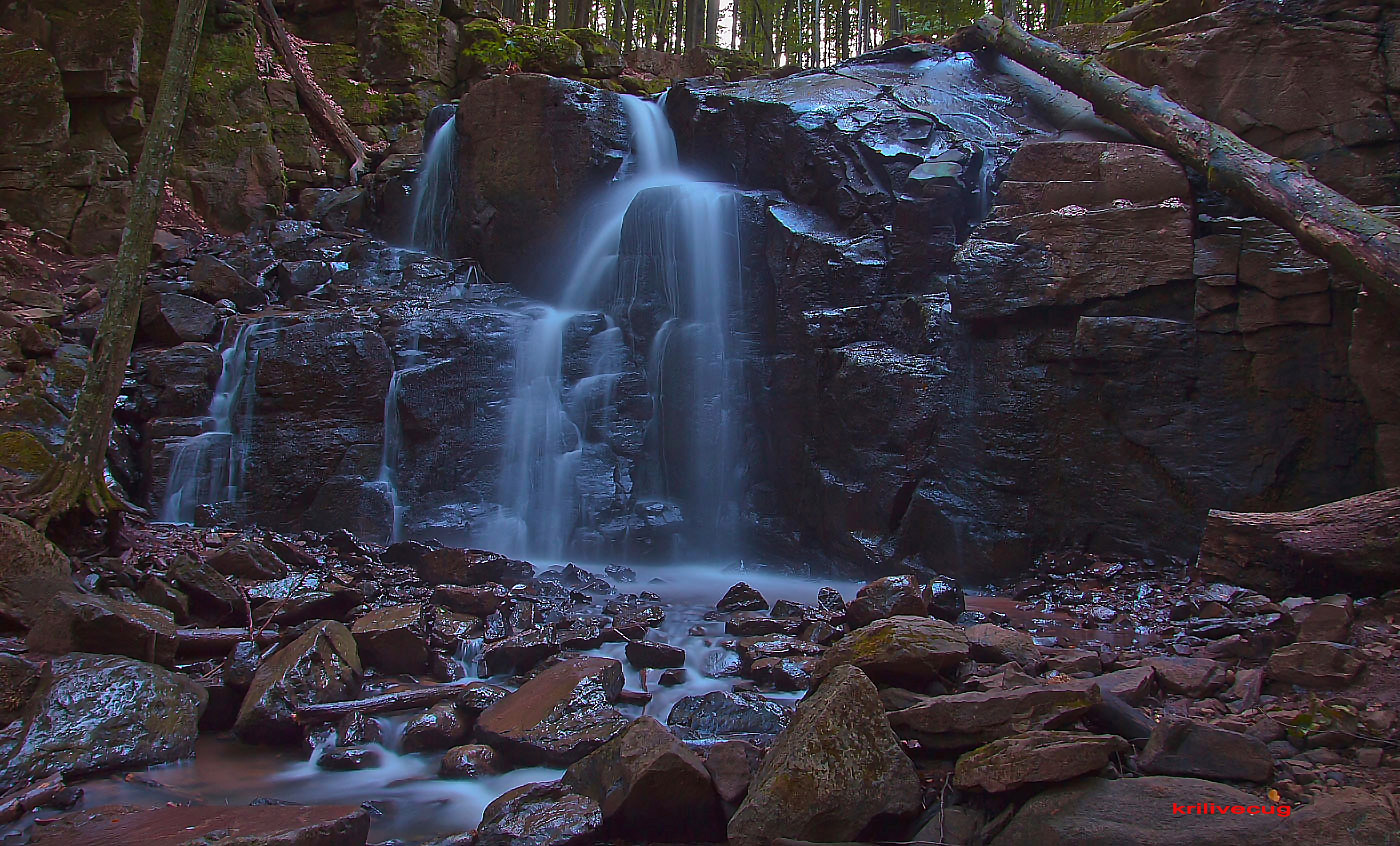
Водоспад надвечір
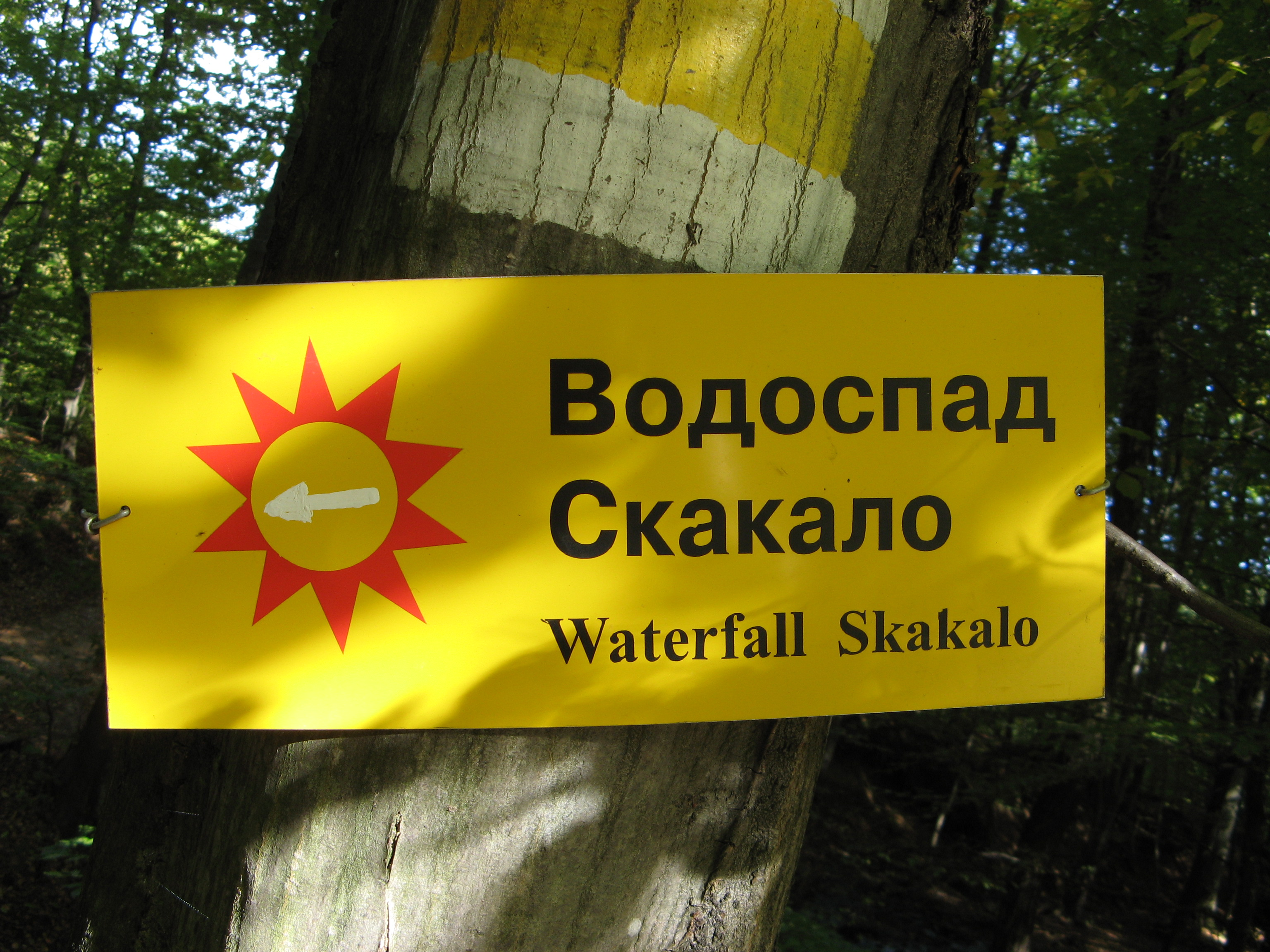
Табличка біля водоспаду
- Відео водоспаду